# Carex bradei
Carex bradei är en halvgräsart som beskrevs av Gross. Carex bradei ingår i släktet starrar, och familjen halvgräs. Inga underarter finns listade i Catalogue of Life.